# U-link
U-link is een HOV-busformule van vervoerders Qbuzz en Syntus Utrecht in de Nederlandse provincie Utrecht. Het netwerk bestaat uit zes buslijnen die belangrijke bestemmingen in de stad met de omliggende agglomeratie verbinden, door middel van moderne bussen en een hoogfrequente dienstregeling. Het U-link netwerk is geïnspireerd op het Groningse Q-link. U-link bussen rijden in Utrecht onder andere over de Binnenstadsas en Noordradiaal van het Utrechts HOV-netwerk. Ook wordt er veel gebruikgemaakt van andere busbanen in de stad en in de regio.

## Geschiedenis
U-link werd op 20 mei 2019 door U-OV en de provincie Utrecht geïntroduceerd in het vervoerplan voor 2020, dat op 15 december 2019 is ingegaan. Samen met de sneltram en trein vormt U-link het dragende lijnennet in de regio.
Een aantal van de lijnen is een directe overname van de in 2019 bestaande lijnen, of een bundeling van bestaande lijnen. Zo is de route van U-link 28 hetzelfde gebleven als de route van lijn 28, en is U-link 50 een bundeling van de lijnen 50, 51, 251, 71 en 271. Bij een gedeelte van de lijnen is er gekozen om haltes over te slaan om de reistijd te verkorten. Onder andere halte Vredenburg, dat aan de Binnenstadsas ligt, wordt niet aangedaan door U-link lijnen 28, 50, 73 en 77, maar wel door alle andere buslijnen die over deze HOV-as rijden.

## Lijnen

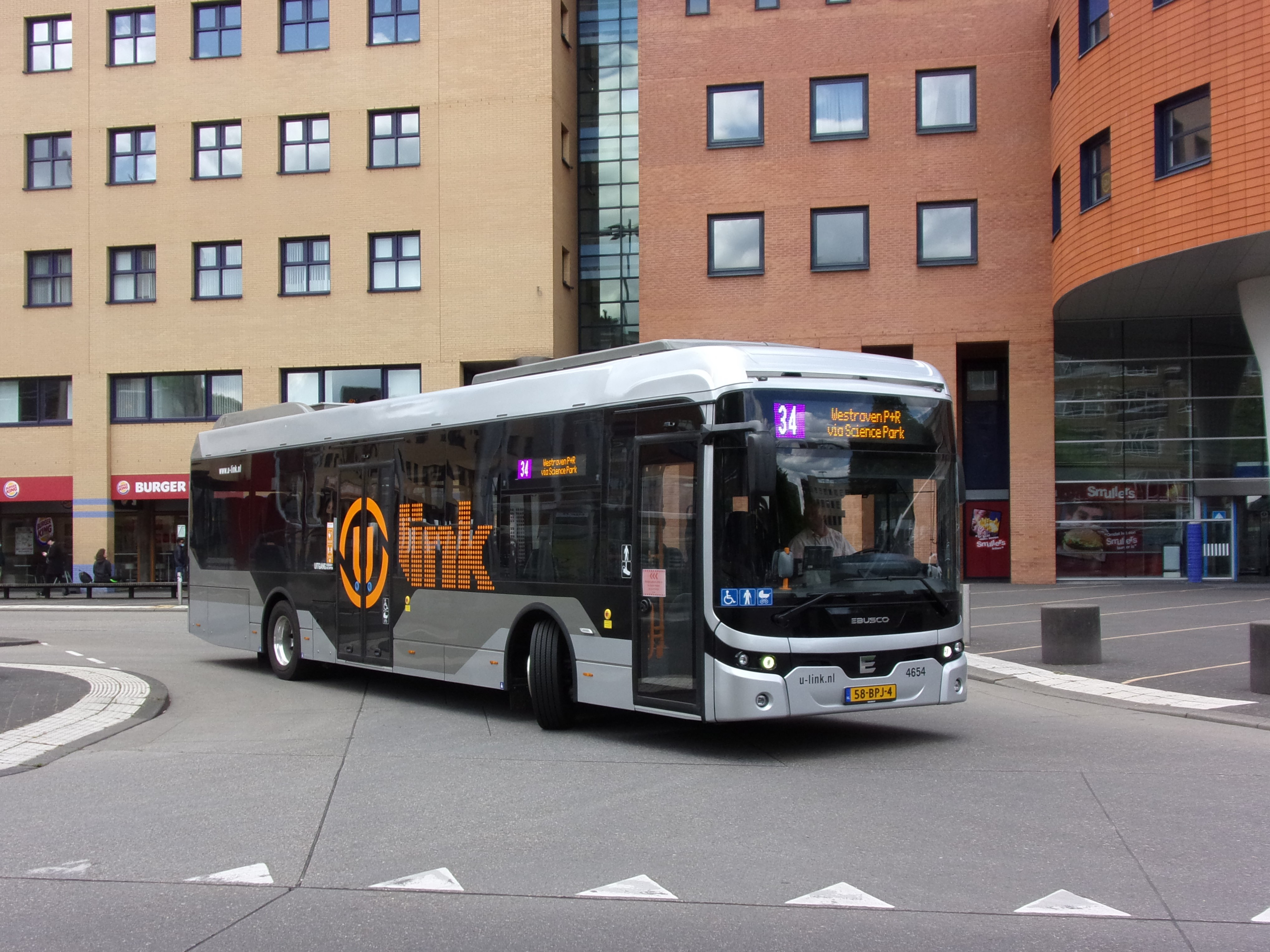
Bus 4654 in U-link kleurstelling op lijn 34 te Amersfoort Centraal

Het lijnennet van U-link bestaat uit de volgende, aan kleur herkenbare lijnen:
| Lijn | Route                                                                           | Via                                                                        | Vervoerders            | Opmerkingen                             |
| ---- | ------------------------------------------------------------------------------- | -------------------------------------------------------------------------- | ---------------------- | --------------------------------------- |
| 28   | Utrecht, P+R Science Park - Station Vleuten                                     | Rijnsweerd, Centrum, CS Centrumzijde, Parkwijk, De Meern, Veldhuizen       | Qbuzz                  |                                         |
| 34   | Utrecht, P+R Westraven - Station Amersfoort Centraal                            | Rijnsweerd, Science Park, Zeist, Soesterberg                               | Qbuzz                  |                                         |
| 41   | Utrecht, CS Jaarbeurszijde - Wijk bij Duurstede, Busstation                     | Bunnik, Odijk, Werkhoven, Cothen                                           | Qbuzz                  |                                         |
| 50   | Utrecht, CS Jaarbeurszijde - Station Veenendaal-De Klomp/Wageningen, Busstation | De Bilt, Zeist, Driebergen, Doorn, Leersum, Amerongen, Elst (Ut), (Rhenen) | Qbuzz x Syntus Utrecht | Om en om naar Veenendaal of Wageningen. |
| 73   | Station Maarssen - Zeist, Busstation                                            | Lage Weide, Leidsche Rijn, CS Jaarbeurszijde, Centrum, De Bilt, Vollenhove | Qbuzz                  |                                         |
| 77   | Nieuwegein, City - Station Bilthoven                                            | Kanaleneiland, CS Jaarbeurszijde, Centrum, De Bilt                         | Qbuzz                  |                                         |

U-link 28 kan vanaf de Stroomrugbaan vlak bij station Vleuten tot en met het Utrecht Science Park, op een enkele onderbreking na, volledig gebruik maken van vrije busbanen. Hierbij worden zowel de Noordradiaal als de Binnenstadsas volledig bereden. U-link 73 kan vanaf Leidsche Rijn Centrum tot aan de westrand van Zeist filevrij rijden door het gebruik van een deel van de Noordradiaal, en van een deel van de Binnenstadsas, en van de busstroken tussen de Berenkuil en Zeist West. Ook U-link 50 en U-link 77 maken deels gebruik van de Binnenstadsas. U-link 50 maakt daarnaast, net zoals U-link 73, gebruik van de busstroken tussen Utrecht en Zeist (en kan daardoor tussen Utrecht Centraal en Zeist West filevrij rijden). U-link 77 maakt naast de Binnenstadsas, (aansluitend) ook deels gebruik van de Zuidradiaal en dan (na een kleine onderbreking) van de busstroken op het noordelijke deel van de Europalaan (vanuit Nieuwegein naar Utrecht heeft deze lijn daarbij op het zuidelijke deel van de Europalaan ook een busbaan ter beschikking). U-link 41 kan tussen station Utrecht Centraal en station Utrecht Vaartsche Rijn in beide richtingen gebruik maken van de Dichtersbaan, een vrije busbaan. In de richting van Utrecht heeft deze lijn op de N229 tussen Wijk bij Duurstede en Bunnik, en op de Venuslaan in Utrecht, de beschikking over een busstrook. U-link 34 heeft in de richting Zeist (en soms verder naar Amersfoort) op de Europalaan de beschikking over een busbaan. Aansluitend, heeft de bus in die richting halverwege de Beneluxlaan en op de Socrateslaan een busstrook. In Rijnsweerd en aansluitend op het Utrecht Science Park kan de bus in beide richtingen gebruik maken van de Binnenstadsas, tussen het Sciencepark en de westrand van Zeist heeft de bus in beide richtingen de beschikking over busstroken, op de N412, de Universiteitsweg, betreft het een tweerichtingsbusstrook (één strook voor twee tegengestelde richtingen), afhankelijk van de spitsrichting.

## Voertuigen
| Vervoerder     | Series     | Totaal aantal | Aantal in dienst | Type                            | Bouwjaar  | Inzet op lijn(en) | Bijzonderheden                                                                                              | Afbeelding |
| -------------- | ---------- | ------------- | ---------------- | ------------------------------- | --------- | ----------------- | --- | ---------- |
| Syntus Utrecht | 1602-1609  | 8             | 8                | Setra S 415 LE Business         | 2017      | 50                | |            |
| Syntus Utrecht | 1881-1890  | 10            | 10               | VDL Citea LLE-120               | 2017      | 50                | |            |
| Qbuzz          | 3336, 3352 | 2             | 2                | Mercedes-Benz Citaro (O530LE)   | 2016      | 34                | Ex Qbuzz GD streek                                                                                          |            |
| Qbuzz          | 3424-3447  | 23            | 23               | Mercedes-Benz Citaro (O530G)    | 2013/2014 | 34, 73 & 77       | Ex Q-link                                                                                                   |            |
| Qbuzz          | 4066       | 1             | 1                | Mercedes-Benz Citaro (O530)     | 2013      | 34                | |            |
| Qbuzz          | 4157-4176  | 20            | 19               | Mercedes-Benz Citaro (O530G)    | 2013-2015 | 28, 73 & 77       | De 4171 is in de nacht van 12 op 13 januari 2023 afgebrand.                                                 |            |
| Qbuzz          | 4201-4217  | 17            | 7                | Van Hool newAGG300              | 2014      | 28                | De 4201, 4204, 4206, 4208 - 4211, 4213, 4214 en 4217 zijn in de nacht van 12 op 13 januari 2023 uitgebrand. |            |
| Qbuzz          | 4221-4230  | 10            | 10               | Mercedes-Benz CapaCity (O530GL) | 2017      | 28                | Ex Connexxion 9341, 9345, 9349, 9351-9353, 9355, 9356, 9360, 9361                                           |            |
| Qbuzz          | 4471, 4517 | 2             | 0                | Berkhof Ambassador ALE-120      | 2008      | 41 & 50           | |            |
| Qbuzz          | 4650-4669  | 20            | 20               | Ebusco 2.2                      | 2020      | 34, 50 & 73       | |            |
| Qbuzz          | 4701-4715  | 15            | 15               | Setra S 418 LE Business         | 2019      | 41 & 50           | |            |